# Julio García Gómez
Julio García Gómez es un experto en comunicación español, consultor de comunicación en salud, docente y analista de expresión, lenguaje verbal y gestual nacido en Toledo el 7 de junio de 1958. Es licenciado en Ciencias de la Información, rama de Periodismo, por la Universidad Complutense de Madrid. Ha cursado un postgrado en Community Manager & Social Media en la Universidad de Barcelona y diferentes programas formativos en medios audiovisuales en Midem de Cannes (Francia) y Nuevas Tecnologías de la Información en NAB Atlanta (EEUU).

## Trayectoria profesional
Inició su trayectoria en los medios de comunicación en 1972, a los 14 años, con puntuales colaboraciones en Radio Toledo, donde aprendió el oficio de la radio. También hizo incursión en el periodismo escrito en la prensa de la ciudad.
Es Licenciado en Ciencias de la Información, rama de Periodismo, por la Universidad Complutense de Madrid. Ha cursado un postgrado en Community Manager & Social Media en la Universidad de Barcelona y diferentes programas formativos en medios audiovisuales en MIDEM de Cannes (Francia) y Nuevas Tecnologías de la Información en NAB Atlanta (EEUU).
Tras los primeros pasos en Radio Toledo en programas de información local, posteriormente es nombrado subdirector de la emisora. Colaboró durante una etapa con la Cadena SER en Zaragoza durante el Servicio Militar. En 1986 es nombrado director de producción y programas en la central de la Cadena Rato en Madrid, posteriormente Onda Cero, donde desempeñó diferentes puestos hasta 1993, cuando es nombrado gerente de relaciones laborales de la dirección de RRHH de Antena 3 Televisión (Selección y Formación), donde ocupa después la gerencia de Comunicación Interna y pone en marcha los canales y herramientas internos de la cadena hasta 2002, año en que accede a la dirección de Comunicación de la consultora audiovisual Barlovento Comunicación hasta 2016, en que trabaja en Consultoría de Comunicación como profesional independiente.
Es Director de Comunicación de la Fundación Economía y Salud y Fundación Casaverde. Director del Curso “Comunicación en Salud” de la Fundación Complutense en los “Cursos de Verano de El Escorial UCM”.

## Actividad docente destacada
Desarrolla diversos programas formativos en el sector audiovisual, radio y televisión, con especialización en locución en radio  y presentación de programas de televisión.
Profesor de Habilidades de Comunicación del programa de doctorado de la Universidad Internacional Menéndez Pelayo/CSIC “Competencias para jóvenes científicos”.
Dirección e impartición de Seminarios de Programas de Alta Dirección y Executive Education en “Habilidades, Competencias y Recursos de Comunicación en el ámbito profesional” en IE Business School.
Profesor de Comunicación Interna en Atresmedia Formación, Madrid Salud, Universidad Nebrija, Programa formativo Young Civic Leaders Universidad de Harvard. Fundación Tatiana Pérez de Guzmán el Bueno.
Director técnico del Curso Superior de Formación para el Sector Audiovisual de Extremadura del Programa de Alta Formación Directiva de la Junta de Extremadura.
Participación en programas formativos de calidad total en la empresa de Comunicación del CLUB GESTIÓN DE CALIDAD.
Ha dirigido e impartido otros cursos relacionados con la comunicación audiovisual en la Universidad Pontificia de Salamanca, Universidad de Mayores José Saramago UCLM, Cruz Roja y Escuela Internacional de Protocolo. A nivel internacional ha impartido cursos para el Instituto Tecnológico y de Estudios Superiores de Monterrey en México y Universidad Internacional de Colombia, entre otras instituciones.

## Otras actividades en el sector audiovisual
- Autor de los libros “Manual urgente de comunicación en pandemia” (2021),[6][7] “Técnicas de Comunicación Eficaz” (2019),[8] y “Radio Toledo, 50 años de radio en Toledo” (1984).[1]
- Miembro fundador de la Cátedra de Radio del Ateneo de Madrid.
- Finalista del Festival Internacional de Radio de Nueva York.[1]
- Galardón a la Labor Radiofónica XVI Oscar de Oro de la Comunicación.[1]
- LIDERMAN 86 a la Eficacia y Profesionalidad en Radiodifusión.